# The O'Jays
The O'Jays son un grupo estadounidense de R&B originarios de Canton, Ohio, formado en 1958 originalmente por Eddie Levert, Walter Williams, William Powell, Bobby Massey y Bill Isles.  The O'Jays debutaron en las listas de éxitos en 1963 con el sencillo "Lonely Drifter", pero alcanzaron sus mayores cotas de éxito cuando se asociaron con los productores  Kenneth Gamble y Leon Huff, propietarios del sello discográfico Philadelphia International en 1972. Con Gamble y Huff, the O'Jays, convertidos en trío tras la marcha de Isles y Massey, emergieron como abanderados del Sonido Filadelfia con temas como "Love Train", número uno de Billboard Hot 100 en 1973, considerado como el primer éxito de la música disco. En 2004 fueron incluidos en el Salón de la Fama de los Grupos Vocales y en 2005 en el Salón de la Fama del Rock and Roll. 

## Historia
El grupo se formó en el Canton McKinley High School de Canton (Ohio). Originalmente conocidos, primero como The Mascots y más tarde como The Triumphs, debutaron en 1961 con el sencillo "Miracles", que alcanzó cierto éxito en Cleveland. En 1963, tomaron como nombre "The O'Jays," como tributo al disc-jockey de Cleveland radio Eddie O'Jay.  Ese mismo año, The O'Jays publicaron "Lonely Drifter," el primero de sus sencillos en entrar en la lista  Billboard Hot 100, alcanzando el puesto 93. Poco después publicaron su álbum debut, Comin' Through.
A lo largo de la década de 1960, continuaron publicando sencillos con relativo éxito, como "Lipstick Traces",  "Stand In For Love," "Stand Tall," "Let It All Out", "I'll Be Sweeter Tomorrow", "Look Over Your Shoulder," "Deeper In Love With You" y "One Night Affair". Sin embargo ninguno de ellos llegó a puestos destacados en las listas de éxitos norteamericanas.
A pesar de mantener cierto nivel de éxito en sus giras y de mantener su presencia en las listas de éxitos especializadas en R&B, el grupo consideró la idea de retirarse de la industria musical  en 1972. En esta época, dos miembros originales de la banda, Bill Isles y Bobby Massey abandonaron la formación, convirtiéndose así en un trío. Los tres miembros originales del grupo que continuaron, Eddie Levert, William Powell y Walter Williams, ficharon por el sello discográfico Philadelphia International, propiedad de los productores Kenneth Gamble y Leon Huff, con los que habían colaborado durante algunos años. A partir de este momento la trayectoria de The O'Jays cambió radicalmente, logrando muy pronto sus primeras ventas millonarias con el sencillo "Back Stabbers", incluido en el álbum homónimo del que se extrajeron otros éxitos como "992 Arguments", "Sunshine", "Time To Get Down" y "Love Train", que alcanzó el número 1 de la lista Billboard Hot 100.
Durante toda la década de 1970, the O'Jays continuaron acumulando éxitos como "Put Your Hands Together", "For the Love of Money", "Give the People What They Want", "Let Me Make Love To You", "I Love Music", "Livin' for the Weekend", "Message in Our Music" y "Darlin' Darlin' Baby (Sweet Tender Love)." 
En 1977 el miembro original del grupo William Powel falleció de cáncer a la edad de 35 años. Fue reemplazado por Sammy Strain, antiguo componente de Little Anthony and the Imperials. En 1978, publicaron "Use ta Be My Girl", el último tema de la banda que llegaría a entrar en el Top 5 de las listas de éxitos. Durante los años 80, continuaron trabajando y su presencia fue habitual en las listas especializadas en R&B. 

El éxito de The O'Jays no se limitó a Estados Unidos, una decena de sencillos de la banda entraron en las listas de éxitos británicas entre 1972 y 1983. Su álbum de 1987, Let Me Touch You, incluyó el tema "Lovin' You", que alcanzó el número 1 de las listas de éxitos R&B. En 1992, Sammy Strain dejó la banda y regresó a the Imperials. Strain fue reemplazado por Nathaniel Best, quien más tarde fue, a su vez, reemplazado por Eric Grant. Desde finales de los 90 el grupo tuvo poca actividad de estudio pero continuó muy activo en los escenarios. Su último álbum fue Imagination publicado en 2004.
En 2003, el trío participó en la película The Fighting Temptations, protagonizada por Cuba Gooding Jr. y Beyoncé Knowles, interpretando a tres barberos con un increíble talento vocal que se unen al coro de la iglesia para ayudar a los protagonistas; Darrin (Gooding) y Lilly (Knowles), quienes interpretan al director del coro y a la vocalista principal del mismo, respectivamente.
En 2005, los miembros originales de The O'Jays, Eddie Levert, Walter Williams, Bobby Massey y, póstumamente, William Powell, fueron incluidos en el Salón de la Fama del Rock and Roll. No sin cierta controversia, Sammy Strain fue incluido como parte del grupo, en detrimento de Bill Isles, que quedó fuera del reconocimiento a pesar de haber formado parte de la banda desde su fundación. Strain es uno de los pocos artistas que ha recibido el honor de la inclusión en el Salón de la Fama del Rock and Roll en dos ocasiones, como miembro de The O'Jays en 2005 y como miembro de Little Anthony and the Imperials en 2009. En 2006, The O'Jays actuaron en la gala de los Premios ESPY, conducida por Lance Armstrong. El tema "For the Love of Money" fue utilizado como sintonía del reality show The Apprentice, protagonizado por Donald Trump.
El 28 de junio de 2009, The O'Jays recibieron el premio BET por toda su trayectoria artística. Durante la gala, que se celebró en el Shrine Auditorium de Los Ángeles, Tevin Campbell, Trey Songz, Tyrese Gibson y Johnny Gill interpretaron un medley compuesto de varias canciones del grupo. El premio fue presentado y entregado por Don Cornelius.
Dos temas de The O'Jays han recibido el Premio del Salón de la Fama de los Grammy, "Love Train"  en 2006 y "For the Love of Money" en 2016).
El 25 de junio de 2019, The New York Times Magazine informó que parte de las grabaciones originales de The O'Jays, junto con las de cientos de artistas, se habían perdido durante el incendio de Universal Studios de 2008.

## Discografía

### Sencillos
Listado de sencillos que alcanzaron los veinte primeros puestos de la lista Billboard Hot 100 de Estados Unidos o la lista UK Singles Chart del Reino Unido.
- 1972: "Back Stabbers" (USA #3; UK #14)
- 1973: "Love Train" (USA #1; UK #9)
- 1973: "Put Your Hands Together" (USA #10)
- 1974: "For the Love of Money" (USA #9)
- 1975: "I Love Music" (USA #5; UK #13)
- 1976: "Livin' For The Weekend" (USA #20)
- 1978: "Use ta Be My Girl" (USA #4; UK #12)

### Álbumes
Listado de álbumes que entraron en la lista de éxitos Billboard 200 de Estados Unidos.
- 1972: Back Stabbers (USA #10)
- 1973: Ship Ahoy (USA #11)
- 1974: The O'Jays Live in London (USA #17)
- 1975: Survival (USA #11)
- 1975: Family Reunion (USA #7)
- 1976: Message in the Music (USA #20)
- 1978: So Full of Love (USA #6)
- 1979: Identify Yourself (USA #16)

## Discos de oro y platino
La certificación "Disco de Oro", en Estados Unidos se concede por ventas superiores a 500.000 copias, The O'Jays lograron alcanzar estas ventas con los sencillos "Back Stabbers", "Love Train", "For the Love of Money", "I Love Music" y "Use ta Be My Girl", así como con los álbumes Back Stabbers, Ship Ahoy, The O'Jays Live in London, Survival, Travelin' at the Speed of Thought, Message in the Music, Emotionally Yours y Family Reunion.
The O'Jays también consiguieron la certificación "Disco de Platino" de la RIAA por ventas superiores a un millón de copias con los álbumes Ship Ahoy, Family Reunion, Identify Yourself y So Full Of Love.